# Saalewiesen zwischen Bad Neustadt und Salz
Das Naturschutzgebiet Saalewiesen zwischen Bad Neustadt und Salz liegt im unterfränkischen Landkreis Rhön-Grabfeld. Das Gebiet erstreckt sich südlich der Kernstadt Bad Neustadt an der Saale entlang der Fränkischen Saale.

## Bedeutung
Das 152,9 ha große Gebiet mit der Nr. NSG-00567.01 wurde im Jahr 1999 unter Naturschutz gestellt.